# The Vanishing Pioneer
The Vanishing Pioneer is een Amerikaanse stomme film uit 1928, onder regie van John Waters met in de hoofdrollen Jack Holt, Sally Blane en William Powell. Destijds werd de film in Nederland uitgebracht onder de titel De redder van San Louis. De film is wellicht zoekgeraakt.

## Verhaal
De watervoorziening van een nederzetting in het Wilde Westen, bevolkt door afstammelingen van de Amerikaanse pioniers, wordt bedreigd door de uitbreiding van een naburige stad.
Rancher John Ballard (Jack Holt) leidt de kolonisten in hun strijd tegen de corrupte politicus John Murdock (William Powell) die de waterrechten met geweld wil verwerven. Wanneer Murdock een rancher doodschiet wordt Ballard gearresteerd en verbannen. Ballard keert echter terug en dwingt Murdock tot een bekentenis. Vervolgens wordt Murdock neergeschoten tijdens een ontsnappingspoging.
Nadat de ranchers hun waterrechten hebben teruggewonnen, overtuigt een goedbedoelende burgemeester hen van de noden van de stad en biedt hen aan om het land te kopen. De ranchers offeren hun huizen op en trekken verder met hun huifkarren.

## Rolverdeling
| Acteur         | Personage                      |
| -------------- | ------------------------------ |
| Jack Holt      | Anthony Ballard / John Ballard |
| Sally Blane    | June Shelby                    |
| William Powell | John Murdock                   |
| Fred Kohler    | Sheriff Murdock                |
| Guy Oliver     | Mr. Shelby                     |
| Roscoe Karns   | Ray Hearn                      |
| Tim Holt       | John Ballard, age 7            |
| Marcia Manon   | The Apron Woman                |